# Анита Мартон
Анита Мартон (мађ. Anita Márton; Сегедин, 25. јануар 1989) је мађарска атлетичарка специјалиста за бацање кугле и диска, освајачица бронзане медаље на Летњим олимпијским играма 2016. у Рио де Жанеиру, светска првакиња у дворани 2018. у Бирмингрму  и двострука европска првакиња у дворани 2013. у Прагу  и 2019. у Београду.

## Значајнији резултати
| 2005  | Светско јуниорско првенство У—18          | Маракеш Мароко                  | 11. | Бацање кугле  | 12,79   |       |
| 2005  | Светско јуниорско првенство У—18          | Маракеш Мароко                  | 19. | [Бацање диска | 40,04   |       |
| 2006. | Светско јуниорско првенство У—20          | Пекинг, Кина                    | 15. | Бацање кугле  | 14,87   |       |
| 2006. | Светско јуниорско првенство У—20          | Пекинг, Кина                    | 12. | Бацање диска  | 46,76   |       |
| 2007. | Европско јуниорско првенство У—18         | ХЗенгело, Холандија             | 7.  | Бацање кугле  | 15,07   |       |
| 2007. | Европско јуниорско првенство У—18         | ХЗенгело, Холандија             | 6.  | Бацање диска  | 49,56   |       |
| 2008  | Светско првенство за старије јуниоре У−20 | Бидгошћ, Пољска                 | 7.  | Бацање кугле  | 15,88   |       |
| 2008  | Светско првенство за старије јуниоре У−20 | Бидгошћ, Пољска                 | 6.  | Бацање диска  | 51,16   |       |
| 2009  | Европско првенство у дворани              | Торино, Италија                 | 13. | Бацање кугле  | 15,82   |       |
| 2009  | Европско првенство за млађе сениоре У−23  | Kaunas, Lithuania               | 4.  | Бацање кугле  | 17,20   |       |
| 2009  | Европско првенство за млађе сениоре У−23  | Kaunas, Lithuania               | 11. | Бацање диска  | 48,56   |       |
| 2009  | Светско првенство                         | Берлин, Немачка                 | 24. | Бацање кугле  | 16,80   |       |
| 2010  | Светско првенство у дворани               | Доха, Катар                     | 17. | Бацање кугле  | 17,34   | [ 1 ] |
| 2010  | Европско првенство                        | Барселона, Шпанија              | 11. | Бацање кугле  | 17,78   |       |
| 2011  | Европско првенство у дворани              | Париз, Француска                | 5.  | Бацање кугле  | 17,84   |       |
| 2011  | Европско првенство У–23                   | Острава, Чешка                  | 5.  | Bацање кугле  | 17,09   |       |
| 2011  | Европско првенство У–23                   | Острава, Чешка                  |     | Бацање диска  | 54,14   |       |
| 2011  | Универзијадаe                             | Шенжен, Кина                    | 7.  | Бацање кугле  | 17,01   |       |
| 2011  | Светско првенство                         | Тегу, Јужна Кореја              | 22. | Бацање кугле  | 17,04   |       |
| 2012  | Европско првенство                        | Хелсинки, Финска                | 7.  | Бацање кугле  | 17.93   |       |
| 2012  | Летње олимпијске игре                     | Лондон, Уједињено Краљевство    | 23. | Бацање кугле  | 17,48   |       |
| 2013  | Европско првенство у дворани              | Гетеборг, Шведска               | 12. | Бацање кугле  | 17,22   |       |
| 2013  | Универзијада                              | Казањ, Русија                   | 4.  | Бацање кугле  | 17,92   |       |
| 2013  | Светско првенство                         | Москва, Русија                  | 20. | Бацање кугле  | 17,32   |       |
| 2014  | Светско првенство у дворани               | Сопот, Пољска                   | 5.  | Бацање кугле  | 18,17   |       |
| 2014  | Европско првенство                        | Цирих, Швајцарска               |     | Бацање кугле  | 19,04   |       |
| 2015  | Европско првенство у дворани              | Праг, Чешка                     |     | Бацање кугле  | 19,23   |       |
| 2015  | Светско првенство                         | Пекинг, Кина                    | 4.  | Бацање кугле  | 19,48   |       |
| 2016. | Светско првенство у дворани               | Портланд, САД                   |     | Бацање кугле  | 19,33   |       |
| 2016. | Европско првенство                        | Амстердам, Холандија            |     | Бацање кугле  | 18,72   |       |
| 2016. | Олимпијске игре                           | Рио де Жанеиро, Бразил          |     | Бацање кугле  | 19,87   |       |
| 2017  | Европско првенство у дворани              | Београд, Србија                 |     | Бацање кугле  | 19,28   |       |
| 2017  | Светско првенство                         | Лондон, Уједињено Краљевство    |     | Бацање кугле  | 19.49 m |       |
| 2017  | Светско првенство                         | Лондон, Уједињено Краљевство    | 24. | бацање диска  | 55,96   |       |
| 2018. | Светско првенство у дворани               | Бирмингем, Уједињено Краљевство |     | Бацање кугле  | 19,62   |       |
| 2019  | Европско првенство у дворани              | Глазгов, Уједињено Краљевство   |     | Бацање кугле  | 19,00   |       |
| 2019  | Светско првенство                         | Доха, Катар                     | 5.  | Бацање кугле  | 18,86   |       |

## Лични рекорди
| Дисциплина    | Дисциплина   | Резултат   | Место          | Датум             |
| ------------- | ------------ | ---------- | -------------- | ----------------- |
| Бацање кугле  | на отвореном | 19,87 м НР | Рио де Женеиро | 12. август 2012.  |
| Бацање кугле  | у дворани    | 19,62 м    | Бирмингем      | 2. март 2018.     |
| Bacawe diskaе |              | 60,94 м НР | Будимпешта     | 12. август 2012.. |